# Lithocarpus calolepis
Lithocarpus calolepis là một loài thực vật có hoa trong họ Cử. Loài này được Y.C.Hsu & H.Wei Jen mô tả khoa học đầu tiên năm 1976.